# Metal Mind Productions
Metal Mind Productions (MMP, Metal Mind Records) – jedna z największych niezależnych polskich wytwórni płytowych. Została założona w 1987 roku w Katowicach.
MMP posiada ponad tysiąc licencji i ma na swoim koncie ponad 10 milionów sprzedanych nośników. Wytwórnia wydaje przede wszystkim płyty z muzyką metalową i rockową. Jako dystrybutor Metal Mind Productions współpracuje m.in. z Roadrunner Records, MVD, Sony Music czy Plastic Head. MMP jest poza tym wydawcą najstarszego wydawanego obecnie w Polsce czasopisma o muzyce metalowej – Metal Hammer (wydawane od 1990).
Jako agencja koncertowa MMP organizuje co roku Metalmanię. Metal Mind Productions zorganizowała w sumie ponad tysiąc koncertów w Polsce, w tym Monsters of Rock w 1991 roku.
Od 2002 roku wytwórnia wydaje płyty DVD. W 2005 roku wydała ponad 60 tytułów, w tym koncerty m.in. Deep Purple, Tiamat, TSA, Perfectu, Armii czy Acid Drinkers.
16 grudnia 2010 zmarł założyciel wytwórni Tomasz Dziubiński. Po śmierci Tomasza Dziubińskiego stanowisko prezesa Metal Mind objęła jego żona Mariola Dziubińska.
W marcu 2025 ogłoszona została upadłość firmy.

## Proces sądowy
W lutym 2004 prokuratura wszczęła śledztwo w sprawie obrazy uczuć religijnych przez Metal Mind na podstawie zawiadomienia złożonego przez dyrektora krakowskiego ośrodka TVP. Podczas nagrywanego w krakowskiej telewizji koncertu norweskiego zespołu Gorgoroth na scenie wisiały nagie osoby na krzyżach, w scenografii wykorzystano m.in. symbole satanistyczne, szczątki zwierząt i sztuczną krew.
Prokuratura zarzuciła Tomaszowi Dziubińskiemu, prezesowi firmy Metal Mind Productions, że podjął się realizacji koncertu wiedząc, że proponowana przez członków zespołu Gorgoroth scenografia zawiera treści satanistyczne i obrażające krzyż jako przedmiot czci chrześcijan.
26 czerwca 2007 Sąd Rejonowy dla Krakowa Podgórza skazał oskarżonego o obrazę uczuć religijnych Tomasza Dziubińskiego na karę 10 tys. zł grzywny. Nakazał mu także pokrycie kosztów i opłat sądowych w wysokości ponad 2 tys. zł – poinformowano w sądzie. Sąd orzekł także przepadek dowodu z zarejestrowanym na kasecie koncertem. Decyzją sądu trafi on do zbiorów audiowizualnych Biblioteki Jagiellońskiej.